# Délégué interministériel à la sécurité routière
Pour les articles homonymes, voir Délégation interministérielle et DISR.
Le Délégué interministériel à la sécurité routière (DISR) anciennement Délégué à la sécurité routière, est un fonctionnaire d'État français,. Il représente la Délégation à la sécurité routière (DSR) qui a pour mission d'élaborer et de mettre en œuvre la politique de sécurité routière française. 

## Généralités
Nommé par le président de la République, sur proposition du Premier ministre et du ministre de l'Intérieur, il assure plusieurs fonctions. Son rôle est de gérer le secrétariat du Comité interministériel de la sécurité routière (CISR), ainsi que d'assister le CISR. Il préside le Groupe interministériel permanent de la sécurité routière (GIPSR), qui a pour rôle de préparer les dossiers abordés par le CISR.
Dans le but de l'aider dans ses missions, il est entouré de conseillers techniques mis à disposition par les ministères directement concernés par les problèmes de sécurité routière en France : transport, équipement, santé, intérieur, justice, éducation nationale, défense, industrie, notamment.
L'Observatoire national interministériel de la sécurité routière (ONISR) est rattaché au DISR. Cet organisme a pour rôle d’assurer la collecte, la mise en forme, l'interprétation et la diffusion des données statistiques nationales et internationales, le suivi des études sur l'insécurité routière, l'évaluation des nouvelles mesures de sécurité prises ou envisagées.

## Historique
Christian Gerondeau a inauguré la fonction. Le décret du 5 juillet 1972 lui donnait le titre de « délégué à la sécurité routière  », rattaché au Premier ministre, chargé d'animer le Comité interministériel de la sécurité routière (CISR) créé à la même date.
Le 17 mai 1975, Christian Gerondeau change de titre, devenant le secrétaire général du CISR, et étant nommé simultanément directeur de la Sécurité civile, rattaché au ministre de l'intérieur.
En 1981, première alternance politique sous la Cinquième République, la gauche gagne les élections présidentielles. Pierre Mauroy devient le premier ministre de François Mitterrand. Il maintient dans un premier temps Christian Gerondeau dans ses fonctions, puis le 21 avril 1982 procède à une réorganisation partielle. Le Comité interministériel à la sécurité routière est désormais présidé par le ministre des transports, par délégation du premier ministre. Il est animé par le délégué interministériel à la sécurité routière, créant ainsi l'intitulé actuel du poste, et Christian Gerondeau est remplacé par Pierre Mayet. Christian Gerondeau quitte également quelques semaines plus tard ses fonctions de Directeur de la Sécurité civile.

## Liste des titulaires
Depuis la création du poste, les DISR sont successivement :
| Nom                         | Décret de nomination | Décret de nomination |
| --------------------------- | -------------------- | -------------------- |
| Christian Gerondeau         | 5 juillet 1972       | [ a ]                |
| Pierre Mayet (d)            | 21 avril 1982        | [ b ]                |
| Pierre Denizet (d)          | 7 août 1985          | [ c ]                |
| Pierre Graff                | 12 décembre 1987     | [ d ]                |
| Jean-Michel Bérard (d)      | 25 juin 1990         | [ e ]                |
| Alain Bodon (d)             | 13 septembre 1995    | [ f ]                |
| Isabelle Massin (d)         | 22 juillet 1998      | [ g ]                |
| Rémy Heitz                  | 1er mars 2003        | [ h ]                |
| Cécile Petit                | 23 novembre 2006     | [ i ]                |
| Michèle Merli (d)           | 11 juillet 2008      | [ j ]                |
| Jean-Luc Névache            | 30 juin 2011         | [ k ]                |
| Frédéric Péchenard          | 31 mai 2012          | [ l ]                |
| Jean-Robert Lopez (d)       | 12 mars 2014         | [ m ]                |
| Emmanuel Barbe              | 2 avril 2015         | [ n ]                |
| Marie Gautier-Melleray (d), | 24 juin 2020         | [ o ]                |
| Florence Guillaume          | 7 septembre 2022     | [ p ]                |

### Décrets de nomination
Dans le Journal officiel de la République française (JORF), sur Légifrance :
1. ↑  Décret du 5 juillet 1972, JORF, no 159, 8 juillet 1972, p. 7115.
2. ↑  Décret du 21 avril 1982, JORF, no 95, 23 avril 1982, p. 1194.
3. ↑  Décret du 7 août 1985, JORF, no 185, 10 août 1985, p. 9196.
4. ↑  Décret du 12 décembre 1987, JORF, no 297, 23 décembre 1987, p. 15033–15034, NOR PRMX8798671D.
5. ↑  Décret du 25 juin 1990, JORF, no 147, 27 juin 1990, p. 7510, NOR PRMX9010215D.
6. ↑  Décret du 13 septembre 1995, JORF, no 217, 17 septembre 1995, p. 13722, NOR PRMX9501022D.
7. ↑  Décret du 22 juillet 1998, JORF, no 169, 24 juillet 1998, p. 11352–11353, NOR EQUM9800049D.
8. ↑  Décret du 1er mars 2003, JORF, no 52, 2 mars 2003, texte no 22, p. 3743, NOR EQUM0300008D.
9. ↑  Décret du 23 novembre 2006, JORF, no 272, 24 novembre 2006, texte no 84, NOR EQUM0600036D.
10. ↑  Décret du 11 juillet 2008, JORF, no 164, 16 juillet 2008, texte no 55, NOR PRMX0817489D.
11. ↑  Décret du 30 juin 2011, JORF, no 151, 1er juillet 2011, texte no 56, NOR IOCA1108658D.
12. ↑  Décret du 31 mai 2012, JORF, no 126, 1er juin 2012, texte no 29, NOR INTK1224146D.
13. ↑  Décret du 12 mars 2014, JORF, no 62, 14 mars 2014, texte no 45, NOR INTA1400286D.
14. ↑  Décret du 2 avril 2015, JORF, no 79, 3 avril 2015, texte no 71, NOR INTA1504355D.
15. ↑  Décret du 24 juin 2020, JORF, no 156, 25 juin 2020, texte no 83, NOR INTA2002733D.
16. ↑  Décret du 7 septembre 2022, JORF, no 208, 8 septembre 2022, texte no 18, NOR IOMA2225668D.

### Vidéos de l'Institut national de l'audiovisuel
Quelques exemples d'interventions télévisées des Délégués interministériels à la sécurité routière successifs. Classement chronologique.
- ORTF, « Mesures de sécurité routière », Journal télévisé (avec la participation de Pierre Messmer et Christian Gerondeau (DISR), sur ina.fr, 29 juin 1973 (consulté le 22 novembre 2012).
- ORTF, « Nouvelles mesures de sécurité routière », Journal télévisé (avec la participation de Christian Gerondeau (DISR), sur ina.fr, 26 juillet 1973 (consulté le 22 novembre 2012).
- ORTF, « Feux croisés », (magazine avec des extraits de « Mazamet, ville morte » et des interviews de Christian Gerondeau (DISR) et Claude Got), sur ina.fr, 26 septembre 1973 (consulté le 22 novembre 2012).
- ORTF, « Ceinture de sécurité », Journal télévisé (avec la participation de Christian Gerondeau (DISR), sur ina.fr, 26 juillet 1973 (consulté le 22 novembre 2012).
- TF1, « Port du casque obligatoire », Journal télévisé (enquête de Jean-Pierre About avec la participation de Christian Gerondeau (DISR), sur ina.fr, 26 septembre 1976 (consulté le 22 novembre 2012).
- Antenne 2, « Limitations de vitesse et réactions transporteurs », Journal télévisé (enquête de Luce Perrot et Bruno Le Dref avec la participation de Pierre Mayet (DISR)), sur ina.fr, 8 décembre 1982 (consulté le 22 novembre 2012).
- Antenne 2, « Diminutions des accidents de la route », Journal télévisé (enquête de Rachid Arhab, avec la participation de Pierre Denizet (DISR)), sur ina.fr, 1er janvier 1986 (consulté le 22 novembre 2012).
- Antenne 2, « Bilan après 18 mois de la limitation de vitesse à 50 km/h en ville », Journal télévisé (enquête de Sandrine Morch avec la participation de Jean-Pierre Bérard (DISR)), sur ina.fr, 11 août 1992 (consulté le 22 novembre 2012).
- Antenne 2, « Bilan sécurité routière », Journal télévisé (enquête de Jacques Cardoze avec la participation de Alain Bodon (DISR)), sur ina.fr, 24 octobre 1995 (consulté le 22 novembre 2012).
- France 3, « Code de la route », Journal télévisé (enquête de Christophe Nardini avec la participation d'Isabelle Massin (DISR)), sur ina.fr, 31 mai 2001 (consulté le 22 novembre 2012).
- Antenne 2, « Réglementations sur les plaques d'immatriculation automobiles », Journal télévisé (avec la participation d'Isabelle Massin (DISR)), sur ina.fr, 16 janvier 2003 (consulté le 22 novembre 2012).
- France 3, « Bilan des 10 premiers radars automatiques : en 3 jours, 3 500 flashs », Journal télévisé (enquête de Florence Trintignac avec la participation de Rémy Heitz (DISR)), sur ina.fr, 3 novembre 2003 (consulté le 22 novembre 2012).
- AFP, « Sécurité routière et contrôle technique : bilan 2007 », (avec la participation de Cécile Petit (DISR)), sur ina.fr, 10 janvier 2008 (consulté le 22 novembre 2012).
- France 3, « Bilan des radars pédagogiques », Journal télévisé (enquête de Jean-Christophe batteria avec la participation de Jean-Luc Nevache (DISR)), sur ina.fr, 23 septembre 2011 (consulté le 22 novembre 2012).